# José (Schach)
José ist ein Schach-Frontend, welches komplett in Java implementiert ist und so plattformunabhängig auf verschiedenen Betriebssystemen läuft. Außerdem bietet es Schachdatenbank-Funktionen und ist so eine freie Alternative zu den etablierten, aber proprietären Produkten von ChessBase.
José erlaubt, neben dem Spiel gegen verschiedene Computer-Gegner, auch die Analyse von Schachstellungen und das Spiel auf einem 3-dimensionalen Spielbrett.

## Features
- Grafikfrontend zu einer MySQL-Datenbank
- Schreibt und liest PGN-Dateien
- 2D- und 3D-Brettansichten
- Spielbearbeitung und Kommentierung
- Varianten und Abspiele
- Plug-in Schachprogramme zum Spiel und zu Analyse
- XBoard- und UCI-Protokoll
- Schachvarianten: Chess960 (Fischer Random Chess)
- Eröffnungsbibliothek
- ECO-Klassifizierung
- Positionssuche
- Erzeugung von HTML- und PDF-Dateien
- Web-Servlet-Schnittstelle